# David Ananou
David Ananou (n. 1917 – d. 2000) a fost un scriitor togolez, autorul cărții Le Fils du fétiche.